# O.K. Funky God
«O.K Funky God» es el primer sencillo de Ami Suzuki en su proyecto de colaboraciones con otros artistas llamado proyecto join. En este trabajo s econtó con la colaboraciones de la banda de J-Pop alternativo Buffalo Daughter. El sencillo fue lanzado al mercado el día 28 de febrero del 2007 bajo el sello avex trax.

## Detalles
Este es el primer sencillo del proyecto join, donde son lanzados tres sencillos cada siete días, finalizando con el segundo álbum de estudio de Ami en Avex, titulado "CONNETTA". En la serie de sencillos este es el primero. Para promocionar el tema fue escogido comoopening del programa de televisión Sakigake! Ongaku Bonsuke de Fuji TV.
El tema es sin duda uno de los más singulares de toda la carrera de Ami Suzuki. Este nuevo estilo de música alternativa, que no puede ser calificado de J-Pop tradicional, debutó en su primera semana en el puesto n.º 47 de las listas de Oricon, vendiendo sólo 3 mil copias. Es su posición más baja en las listas de música que Ami ha obtenido en toda su carrera como cantante.
El sencillo contiene aparte de la canción original un remix y también la primera parte de la serie de tres narration dramas titulados "join", y que culminan con la publicación de la película corta del mismo nombre, que fue incluida en unas de las ediciones del álbum "CONNETTA" con DVD incluido.

## Canciones
1. «O. K. Funky God»
2. O．K．Funky　God “God　make　Dub”
3. Narration　Drama「join」＃1〜7days　before〜